# 堀江由衣の天使のたまご
『堀江由衣の天使のたまご』（ほりえゆいのてんしのたまご）は、2002年10月6日から声優の堀江由衣をパーソナリティに据えて放送されているラジオ番組。通称・天たま。文化放送をキーステーションに、その他のラジオ放送局でも放送されている。

## 概要
自称「文化放送一地位の低い番組」。2007年4月8日からネット局が増え、自身も「少しは地位が上がったのかな？」と言っている。キングレコード（2016年1月31日まではスターチャイルド名義）の一社提供の番組のためか、林原めぐみからメッセージが届くこともある。
ハガキ投稿やメール投稿以外でも、リスナーとパーソナリティがコミュニケーションを交わす機会の多い番組である。不定期に行われるコーナー「アポなしテレフォン」では、電話や携帯電話を通じ堀江が直接リスナーとの会話を行う。しかし、リスナー側が携帯電話を非通知着信拒否にしていたために通じなかったり、留守番電話サービスに繋がったりするということがよくある。留守電の場合、メッセージが中途半端に終わることが多い。
「オッス! 乙女塾」「理由なき挑戦」「CMが明けたら」などの各投稿コーナーに寄せられたリスナーからの投稿を、パーソナリティの堀江が紹介していくのだが、堀江が笑いのツボにはまってしまい、なかなか進行しないことが多々あるのが聴き所である。そのため一度に全てのコーナーを消化できず、多くは隔週または月1回のペースで行われる。
番組固有の挨拶として「こんばん天（こんばんてん）」、締めの掛け声として「あなたのハートにエンジェルビーム!」がある。第2回放送分で挨拶を決めることになり、リスナーから候補を募った。しかし、いつのまにか挨拶が掛け声に変わり、今の掛け声が段階的に完成していった。なお、この掛け声には振り付けが存在する。挨拶は、その後（第25回頃）あるリスナーの投稿に書かれていたものが読まれたのをきっかけに、一気に広まっていった。
放送開始から、文化放送での放送時間は日曜日の24:30 - 25:00。2009年10月11日より同じ日曜日の22:00 - 22:30（2時間30分繰り上げ）に変更された。2016年9月30日より金曜日の26:00 - 26:30に変更され7年ぶりに深夜の放送に戻ったものの、ネット局での放送はラジオ福島と北陸放送を除き打ち切りになった。2020年10月2日より、同じ金曜日の25:00 - 25:30（1時間繰り上げ）に変更されている。
2020年9月18日からは堀江の公式YouTubeチャンネルにおいてアーカイブ配信が開始。

## 沿革
2002年
- 10月6日 - 放送開始、ラジオドラマ「エイケン」放送開始（第3回）
- 11月 - 「ルームファイト」「CMが明けたら」開始（第6回）、掛け声決定（第8回）
- 12月 - ラジオドラマ「エイケン」放送終了（第13回）

2003年
- 2月 - 最初の「アポなしテレフォン」（第20回）
- 5月 - OP/ED変更（第32回）
- 6月 - 「理由なき挑戦」開始（第37回）
- 7月 - スターチャイルドアワー開始（第40回）
- 7月 - 天たま七夕まつり開始
- 8月 - 第1回天たまジャンボ宝くじ（第48回）
- 11月 - ハロウィン祭り（第58回）

2004年
- 1月 - 「獅子舞」初出演（第66回）
- 2月 - 「セクシー家庭教師の秘密の課外授業」（第74回）
- 3月 - 「サバイバル」終了「カリスマ人生相談」開始（第76回）
- 5月 - 「天たまポエム部」開始（第84回）
- 8月 - BLドラマ「嵐の夜に」上演（第98回）、焼き肉屋で収録（第100回）、101個のプレゼント企画（第101回）
- 10月 - ポエム部は「演劇部」へ（第106回）
- 11月 - リスナー見学（第110回）

2005年
- 3月 - スターチャイルドアワー終了（第130回）
- 4月 - 「カリスマ人生相談」終了（第131回）、「由衣様は...絶対!」開始（第133回）
- 12月 - 最新アルバム発売記念『堀江由衣の天使の生たまご』放送（11日 深夜2:00 - 3:00、文化放送のみ後述）

2006年
- 2月 - 「天たま演劇部」終了（第178回）
- 5月 - 「天たま軽音部」開始
- 7月 - 200回記念公開録音開催

2007年
- 7月 - 放送250回記念として「黒薔薇保存会の天使の黒たまご」を放送

2008年
- 6月 - 放送300回記念公開録音を東京・名古屋・神戸の3会場にて開催

2010年
- 5月 - 放送400回記念公開録音を東京・福岡の2会場にて開催

2012年
- 4月 - 放送500回記念として焼き肉放送
- 10月 - 放送10周年を迎える。

2014年
- 3月 - 放送600回記念として天たまカラオケ大会を放送

2015年
- 11月 - 「堀江由衣の天使のたまご×謎解きゲーム in 浜祭」を「浜松町グリーン・サウンドフェスタ 浜祭」にて開催

2016年
- 2月 - 第三クリエイティブ本部とスターチャイルドとの統合（KING AMUSEMENT CREATIVE）により、提供クレジットがキングレコードになる。
- 2月 - 放送700回記念としてお寿司放送
- 10月 - 本番組はネット局を大幅に縮小の上で文化放送での放送時間も7年ぶりに深夜の放送、および金曜日に変更。
- 10月 - 「天たま野球部」終了
- 11月 - 「サバイバル・コンクリートジャングル編」開始

2018年
- 1月 - 放送800回記念としてお寿司放送

2019年
- 12月 - 放送900回記念としてお寿司放送（収録がクリスマス前なので、ケーキとKFCも出された）。記念企画として、年内最後の放送のためリスナーに日頃の感謝を込めて堀江の私物をプレゼントする「ほっちゃんジャンボ宝くじ」を実施。

2020年
- 9月 - 堀江由衣 Official YouTube Channelにて番組アーカイブの配信を開始。
- 10月 - 文化放送での放送時間が再度変更。

2021年
- 3月 - 北陸放送での放送が終了。
- 11月 - 放送1,000回を迎える。

2022年
- 10月7日 - 放送20周年を迎える。

## 出演者
パーソナリティ
堀江由衣
その他出演者
今野要子 - 現在は「ミス・モノクロームの白黒つけておしまい」で毎週、一部のネタコーナーで不定期に登場している。

## ゲスト
カッコ書きは出演回数。ない人物は1回。
| 浅野真澄(3)                                                    | 有沢まみず                           | UNSCANDAL(2)                           |
| angela(13)                                                     | 上坂すみれ                           | 神田朱未(3)                            |
| 喜多村英梨                                                     | 木村まどか(2)                        | 清竜人                                 |
| ゲッターズ飯田(2)                                              | 小西克幸                             | こやまきみこ                           |
| 佐久間大介 (Snow Man)                                          | 白石涼子                             | たかはし智秋                           |
| 高倉有加                                                       | ドメスティック♥ラヴバンド            | 仲谷明香（AKB48=当時）                 |
| 七海ひろき                                                     | 生天目仁美                           | 林原めぐみ（2、1度ADとしてブッキング） |
| 広瀬ゆうき                                                     | マリー・オリギン                     | 水樹奈々(11)                           |
| 緑川光                                                         | ゆいかおり                           | 吉川由弥                               |
| 鷲崎健（23、2004年より毎年年始に出演。2014年は年末にも出演。） | 小倉唯（4、ゆいかおりを含めると5回） | 水瀬いのり                             |
| ヨシダタクミ（saji）(2)                                        |                                      |                                        |

## コーナー

### 現行のコーナー
ふつおた
リスナーからの、堀江由衣に対しての、ふつおた（普通のお便り）を読む。
「ミス・モノクロームの白黒つけておしまい!」以外のコーナーはすべて週替りで行われている。
理由なき挑戦
文字通り理由もない挑戦、立ててしまった記録など、無駄な頑張りを紹介するコーナー。忘れた頃に実施される不定期企画だが、堀江曰く気に入っているとのこと。
天たま占い部
堀江が毎回違う方法でリスナーを占うコーナー。
灰かぶり猫の仮面歌謡会
堀江の曲の替え歌をリスナーから募集し紹介するコーナー。特に「ヒカリ」の替え歌が寄せられることが多い。
名言王に私はなる
リスナーから寄せられた名言を言い換えて新しい名言を作るコーナー。
例：「論より証拠」→「ロンよりビンゴ」（麻雀よりビンゴがすきということ）
堀江由衣を決める偶然Q&A
リスナーから質問だけのQと答えだけのAを募集し、それをクエスチョンボックスとアンサーボックスに入れて、堀江がそれをバラバラに引いて、運のみで堀江のプロフィールや近況トークなどを強制的に決めていくコーナー。
ミス・モノクロームの白黒つけておしまい！
堀江のライブから生まれたキャラクターであるミス・モノクロームへの質問と、答えを募集するコーナー。コーナーの冒頭は毎回ミス・モノクロームに関する宣伝をしている。余談だが、後にミス・モノクロームはAmebaアプリの「GF〜ガールフレンド〜（仮）」や「ミス・モノクローム -The Animation-」に出演している。なお、このコーナーのみ毎週放送している。
天たま探偵部
リスナーから送られてくる暗号を堀江が解読するコーナー。ドラマ仕立てになっており、回によっては堀江へのプレゼントが賭けられることもある。
天たま水平思考探偵部
探偵部から派生した水平思考部のコーナー。視点を変えることで問題解決を目指すという推理ゲーム。リスナーから送られてくる問題について堀江が今野にイエスかノーで答えられる質問だけをし、正解を探っていく。
サバイバル コンクリートジャングル編
2016年に復活した「サバイバル」の第3期となるコーナー。リスナーから現代を生き抜くために必要な知識、持っていると損をしない知識を教えてもらうというコーナー。「ほっちゃんが可愛くみえない」と作家の諏訪のクレームがあり、語尾に「にゃん」を付けて安直に可愛く見せる試みもあったが、おざなりになった。
ほっちゃんに相談だ
リスナーが困っていること，悩んでいることを募集，堀江由衣がそれにズバリ解決していくコーナー。

### 不定期・季節限定企画
アポなしテレフォン
リスナーたちが番組宛てに投稿したハガキやメールに書かれてある自宅あるいは携帯電話の電話番号に対し、堀江が突然何の予告も無しに電話を掛ける（逆電）というコーナー。CDリリースなどの記念に行われる不定期企画。
番号非通知で電話を掛けるため、相手の電話が非通知着信拒否に設定されていたために繋がらずに終わることもある。
2005年4月以降、個人情報保護法により、個人情報を本来の目的以外の用途に使うには本人の合意が必要になったため、ハガキないしはメールに「アポなしテレフォンOK」などと明記してほしいと言っている。
一口ダイジェスト
野球中継の延長によって文化放送のみ番組が休止したとき、翌週（あるいは翌々週）の放送で堀江がその内容をリスナーに向け、口頭で簡単にまとめて伝えるという趣旨だが、実際は堀江がその収録中にツボにはまったキーワードのみを列挙するだけに終わる。2016年改編を以て本コーナーは一旦終了する。
天たまハロウィン
2004年以来10月最終週の放送で行われている。堀江やスタッフがアニメのコスプレをして放送するというもの。放送後には番組の公式Webサイトに写真が掲載される。各年のテーマは以下の通り。
- 2004年 「NANA」
- 2005年 「ルパン三世」
- 2006年 「新世紀エヴァンゲリオン」
- 2007年 「ONE PIECE」
- 2008年 「堀江由衣が過去に出演した作品のキャラクター（堀江が担当していないキャラクターでも可）」
- 2009年 「ジブリ」
- 2010年 「妖怪」
- 2011年 「探偵」
- 2012年 「藤子不二雄」
- 2013年 「アイドル」
- 2014年 「洋画」
- 2015年 「海外セレブ」
- 2016年 「魔法つかい」
- 2017年 「お笑い芸人」
- 2018年 「週刊少年ジャンプ」
- 2019年 「地味」
- 2020年 「地味ふたたび」
- 2021年 「地味（3年連続）」
- 2022年 「派手」
- 2023年 「ゲームキャラ」

なお2006年からはリスナー参加型となり、リスナーの写真もサイトに掲載される。
天たま流行語大賞
12月の最終週の放送で行われている。1年間の放送の中で最も流行だったのを発表する。ラジオ番組流行語大賞の企画は本番組以外にも存在する。
文学少女の写真集
2019年7月10日発売のアルバム「文学少女の歌集」に因んでできたコーナー。リスナーこと文学少女が送ってきた日常の中の特別な写真に文学少女代表として堀江がタイトルを付ける。

### 過去のコーナー
ルームファイト
リスナー同士が自分の部屋の様子を写した写真を番組宛てに送り、「どちらの部屋が汚いか」を堀江に判定してもらうコーナー。BSQRと番組公式サイトでは、部屋の写真を見ることができた。コーナー最終回では、リスナーの部屋と堀江が住む部屋（あまりにも汚かったためモザイク入りで公開された）が対決し、リスナー側の勝利に終わった。
カリスマ人生相談
“人生相談のカリスマ”堀江由衣に、“相談したい内容”及び“その答え”をリスナー自身が全て書いて投稿するコーナー。堀江はそれをただカリスマらしく読むだけ。
由衣様は…絶対!
由衣王国の女王・由衣様（堀江）がお題を出し、それに対する国民（リスナー）からの答えを「知識」として募集するコーナー。ただし、「知識として由衣様にインプットされるのは、 紹介したメッセージの内の1枚のみ」。
第189回放送分の本コーナーで新しい部活動（軽音部）を決めた際、内容が本コーナーと似ていることから、「一旦鎖国」となる。その後「じいや」が去ってしまったためか、第238回放送分で水樹奈々が1年ぶりに登場してもこのコーナーはやらなかった。
第165回放送分で「由衣王国は台湾のユイ山にある」というネタが読まれ、堀江自身「そこです」と言い切っている。
天たまポエム部
「オッス! 乙女塾」より派生したコーナーで、コーナーを学校の部活動になぞらえたもの。毎回お題を設定し、そのテーマに沿ったポエムをリスナーたちより募集。コーナー末期ではポエムのテーマがラップやBLなど、ポエムらしさのないものになっていた（どちらも「乙女塾」で一度募集したお題であり、これらに堀江が興味を持っていたため）。
天たま演劇部
「ポエム部」の解散後、新たに創設された部活動シリーズ第2弾。堀江や番組制作スタッフが演劇部の部員となり、リスナーたちから寄せられてくる台本に沿って彼女たちが演劇をするというのが本来の趣旨であったが、その内容のほとんどは構成作家の諏訪とスターチャイルドの五郎丸洋介によるBLものであった。全部員が退部届けを出して終了する。
チョトソン教授の得する授業
知っているとちょっとだけ得をする話を募集してそれを紹介するコーナー。2008年4月に始まったコーナーだったが、同年7月の300回記念公開録音で早くも終了となってしまった。
天たま軽音部
部活動シリーズ3回目。堀江と堀江の事務所関係者、番組スタッフが「リスナープロデューサー」から意見を募集しながら、活動の成果を発表する。黒薔薇保存会として活動。2009年に活動休止。
CMが明けたら
CM明け（曲明け）の一言ネタコーナー。2009年10月より「放送が明けたら」にリニューアル。
放送が明けたら
CM明け（曲明け）の一言ネタコーナーである「CMが明けたら」が2009年10月に発展リニューアルしたコーナー。番組放送後にスタチャモバイル・アニメロ3サイトに一言が着ボイスとして配信される。前身を含めて放送開始以来毎回行われている唯一のコーナーだったが、「ミス・モノクロームの白黒つけておしまい！」に枠を充てるために508回放送分をもってコーナー終了となった。
サバイバル
何があるか分からない世の中で生き残るための知識を、堀江がリスナーたちから募集するコーナー。堀江自身の発案による最初に作られたコーナーであったが、「オッス! 乙女塾」がスタートしてからは放送回数が激減。そして堀江の「なんか飽きた」の一声によって、コーナーそのものが生き残ることができずに終了した。その後200回記念公開録音で、1回限りの復活を遂げた。
382回放送分より、「サバイバル2010」として再び放送が開始された。しかし、新コーナー開始に伴い、403回放送分をもってコーナー終了となった。
オッス! 乙女塾
パーソナリティ堀江を「素敵な乙女」にするためのコーナー。リスナーより届いたお題に堀江が挑戦する。565回放送分での「天たま占い部」の最終回に、『占いで最終回になるコーナーを決める』という名目でくじを引いていき、最後まで引かれなかったために突然の終了が決定。ただし、次回のお題を決めていたため569回放送分をもってコーナー終了となった（「占い部」のくじだけ多くあったために、占い部が最終回になる確率は高かった。）そのため、「占い部」は最終回と銘打ったにも関わらず継続した。
天たま野球部
リスナーから送られてくる、野球中継でよく用いられる単語の意味を正しく答えていき、野球のルールを学んでいこう、というコーナー。野球にちなんで、3問不正解（=3アウト）になるとコーナーを閉める権利が堀江からスタッフに移されてしまう。「高橋美佳子の の〜ぷらんでいこう♪」と番組対抗の野球対決をすることになったために創立された。

## ラジオドラマ
放送初期第3回 - 第13回には、ラジオドラマ『エイケン』（松山せいじ原作・全10話）が放送されていた（第9回では休止）。
この番組内でラジオドラマとして放送された全10話は、『エイケン 課外授業』（スターチャイルド KICA-595）に収録されているが、『エイケン 萌える音楽室』内に未放送分の特別編2話が収録されており、この2話を聞くことで初めてストーリーが完結するようになっている。

## 特別番組

### 堀江由衣の天使の生たまご
2005年12月11日深夜26時00分（12日早朝2時）、アルバム『嘘つきアリスとくじら号をめぐる冒険』の発売記念とPRを目的とした、1時間の特別番組『堀江由衣の天使の生たまご』が文化放送でのみ放送された。
番組側は放送回数を同番組も含めて数えていたが、文化放送以外では放送されていないため、除外された。
実施したコーナー
- アポなしテレフォン
- 由衣様は…絶対!（テーマ：『嘘つきアリスと-』のキャッチフレーズ）
- 生アン・ルーレット（「生にこだわった企画」［生で鞄チェック・生歌・生着替え・生足など］の書かれたルーレットを回して、出たものを行なう）
- クイズ（3人の「嘘つきアリス」の中から、嘘をついている1人を見破る）

### 堀江由衣のSay!You Young 天使の生たまご
2010年4月8日深夜25時00分（9日早朝1時）、地上波デジタルラジオ超!A&G+でインターネット同時再送信登録者数100万人突破を記念し放送された特別番組（詳細は「Say!You Young」を参照）。

### 天たま500回記念堀江由衣の天使の生たまご
番組放送開始通算500回を迎えた2012年4月29日の文化放送での放送が終了した直後の22時30分（夜10時30分）より24時（深夜0時）まで超!A&G+にて生放送された特別番組。超!A&G+での出張放送は2010年4月に次いで2回目。なお、この特番を放送するため通常22時30分以降に放送されている日曜日の超!A&G+レギュラー番組は放送時間を1時間30分ずつ繰り下げて放送された。　

### てんたま1000回放送記念「堀江由衣の天使の生たまご」
番組放送1000回目を迎えた2021年11月26日の放送直後である深夜25時30分（11月27日の午前1時30分）からYouTubeの堀江由衣オフィシャルチャンネルで生配信された特別番組。同チャンネルにて2021年12月5日の23時59分までアーカイブを視聴可。

## 公開録音
- 放送200回を記念し、2006年7月30日に文化放送新社屋「メディアプラス」にて公開録音が開催された。2回開催で定員計200人。その内容の一部が第201回放送分にて放送された。また、第202回放送分では、黒薔薇保存会のライブの模様が放送された。番組初の公開録音であり、また、新社屋初の公開録音でもある。
- 2008年6月にも、放送300回記念として公開録音が開催された。今回は東京を皮切りに名古屋･神戸でも開催され、その内容の一部が300回・301回の放送分の二回に渡り放送された。

## ノベルティグッズ

### 現在
- 天使のばんそうこう

### 過去
- 天たまの種

送られてくるまで内容は秘密である。
- 天たま缶バッジ

投稿が採用されたリスナーに贈られる。
- 天たまミニ懐中電灯

「由衣様は...絶対!」で知識として採用された1名に贈られた。過去には「サバイバル」での採用者に送られていた。
「由衣様は〜」が（事実上）終了した後でも、ノベルティとしてこの2つがエンディングで紹介されていたが、「どっちが贈られてくるかは届いてからのお楽しみ」となっていた。なお、ノベルティ化の選考基準は、堀江曰く「たまにどこかで役に立つもの」。しかし内心役に立っているか不安だという発言をしたこともあり、それに対してリスナーから役に立っているという旨のメールが送られてきた。

## テーマソング
全て堀江由衣の曲である。

### オープニングテーマ
初代「ALL MY LOVE」
作詞・作曲: 伊藤千夏／編曲: 小西貴雄
2代目「Romantic Flight」
作詞・作曲: 岡崎律子／編曲: 村山達哉／コーラス・コーラスアレンジ: 岡崎律子

### エンディングテーマ
初代「この指とまれ」
作詞・作曲: 雲子／編曲: 京田誠一
2代目「Angel 恋をした」
作詞・作曲: 岡崎律子／編曲: 松浦有希／コーラス・コーラスアレンジ: 岡崎律子

## エピソード
- 番組放送開始当初、スタートしたばかりであるにも関わらずゲスト出演者の参加や番組内ラジオドラマの放送が行われていた。これは、堀江由衣のトークに不安を抱いていた番組スタッフが、場繋ぎとして構成したのではないかとの憶測がある。そのしゃべりの不安定さから、「不安定ラジオ」という愛称も生まれ、番宣CMの放送開始後しばらくの間使われていたバージョンでは「不安定に放送中」と宣伝していた。
- 林原めぐみや神田朱未がゲストで登場した際、“ブッキングミス”と称してアシスタントにされていた。神田は2005年9月に誕生日のドッキリ企画のアシスタントとして再登場している。
- 2004年から21年続けて、年始めの放送に獅子舞をブッキングしたはずが“ブッキングミス”でポアロの鷲崎健が出演している。このときは番組の前半で二人の一年の目標を発表し、後半は鷲崎が堀江由衣をテーマにしたオリジナルソングを歌うのが恒例となっている。2013年の際はリスナーからの反響があまりないからという理由で歌われなかったが、翌週の放送で「（鷲崎さんの弾き語りを）楽しみにしてたのに」という内容のメールが大量に届き、2014年からはまた歌うようになったが、2022年より再び歌わなくなった。2015年は2014年最後の放送と2015年最初の放送の二週連続でアニスパで共演している浅野真澄と一緒に出演した。2016年最初の放送は鷲崎のスケジュールの都合で別の獅子舞として占い師ゲッターズ飯田が出演し、鷲崎の出演は2月となった。
- 同じレコード会社（スターチャイルド）に所属するangelaがゲスト出演した回で、ゲストを接待しようという企画が行われた。堀江が「どの様に接待して貰いたいですか?」と尋ねたところ、atsukoは「一緒に唄いたい」、KATSUは「お兄様と呼んで」と答えた。その後、KATSUは様々な所で「お兄様｣と呼ばれるようになり、現在はこれが愛称として定着している。一方、atsukoは堀江由衣とユニット「ほりジェラ」を結成。番組内で歌を歌ったり、イベントに参加したりもした。ちなみにangelaはこの番組の最多登場ゲストである。
- 「オッス! 乙女塾」のコーナーにおいてリスナーから絵描き唄を募集した所、堀江由衣の絵描き唄が届いた（作曲と唄はangelaのatsukoによる）。
- 2003年9月21日放送分の「堀江由衣お誕生日企画」で、「リスナーからのお祝いメッセージ」として声優・田村ゆかりがこの企画に参加したことがある。当初、堀江は彼女の声が分からず、一般の女性リスナーからのメッセージだとばかり思っていた。
- かつて『天たま』の裏番組であったニッポン放送『有楽町アニメタウン』2005年11月27日放送分にて、『アニタン』パーソナリティの一人・田中理恵に向けて、田中のデビュー初期より交友を持つと言われる堀江が一言コメントを寄せた（『天たま』終了後に合わせ、番組後半に流れた）。その登場の際に『天たま』の挨拶用語である「こんばん天〜」を発し、共演作の少なさをものともしない交友関係の健在振りを語った。
- 2005年12月11日深夜2時より、堀江由衣5thアルバムの発売を記念して『堀江由衣の天使の生たまご』が生放送で放送された。この番組ではタイトルの「生」にちなみ、放送途中より堀江が生足姿になった。その時の写真はスターチャイルドの公式ページに掲載された。なお、この番組は文化放送のみの放送で、ネットしているその他ラジオ放送局では放送されなかった。
- 2006年1月30日放送分では、堀江は自分が催眠術が使えると主張。スタッフたちをブースに呼び「催眠術」をかけた。しかし、スタッフからは「王様ゲームでは?」との感想が出た。そしてこの日のエンディングで、堀江はリスナーたちにもっと堀江のことを好きになる「催眠術」をかける。のちに公開録音でも催眠術を「使って」いる。
- 番組内において時折名前の出てくる、堀江の元マネージャー「カリンコリン」を命名したのは、雨上がり決死隊の宮迫博之である（堀江が2000年10月からパーソナリティの一人として参加していた番組『オレたちやってま〜す』（MBSラジオ）木曜日内において）。理由は「体格が細すぎるから」。なお、最初に候補に挙がったニックネームは「薄羽蜉蝣（うすばかげろう）」であった。
- 2009年6月22日から同年7月27日放送分まで新発売のアルバム『HONEY JET!!』にかけてオープニングの掛け声はハニージェット、葉書はハニおたなど、各コーナーにもハニージェットが冠された。
- 2013年3月29日、トレーディングカードゲームバトルスピリッツで、この番組の名称がモチーフのカードが登場した。

## 堀江由衣の天使のたまごが登場する他の作品
- チェリーナイツ（作者：小田原ドラゴン、週刊ヤングマガジン連載）
  - 主人公の江藤カオルが当番組の大ファン
  - 番組が改編期を乗り切れるかどうか不安で寝つけないなどの描写がある（第34話）。

## ネット局
2002年10月、文化放送、東海ラジオ、ラジオ関西の3局でスタート。初回放送は東海ラジオの2002年10月4日金曜26：00。その翌週に土曜22：00に移動したが、2014年まで制作局の文化放送より東海ラジオの放送時間が早かった。

### 現在のネット局
- 現在のネット局はすべてFM補完放送対応局
- キングレコードの提供クレジットとCMは文化放送のみ。ラジオ福島では、番組内のCM枠はフィラー音楽が流れる。

| 放送対象地域 | 放送局                | 系列                      | 放送時間                           | 放送期間        |
| ------------ | --------------------- | ------------------------- | ---------------------------------- | --------------- |
| 関東広域圏   | 文化放送（QR） 制作局 | NRN系列                   | 毎週土曜日 1:00 - 1:30（金曜深夜） | 2002年10月6日 - |
| 福島県       | ラジオ福島（rfc）     | JRN・NRN系列 クロスネット | 毎週日曜日 23:00 - 23:30           | 2012年10月6日 - |

### 過去のネット局
| 放送対象地域                                                          | 放送局               | 系列                      | 放送時間                                         | 放送期間                                                  |
| --------------------------------------------------------------------- | -------------------- | ------------------------- | ------------------------------------------------ | --------------------------------------------------------- |
| 全国放送 （BSデジタルラジオ放送）                                     | BSQR489              | -                         | 毎週金曜日 22:00 - 22:30毎週金曜日 20:00 - 20:30 | 2002年10月11日 - 2004年4月2日2004年4月9日 - 2006年3月31日 |
| 東京都・神奈川県・ 埼玉県・千葉県 一部地域 （地上デジタルラジオ放送） | UNIQue the RADIO     | -                         | 毎週火曜日 17:00 - 17:30                         | 2007年3月13日 - 2007年8月28日                             |
| 兵庫県                                                                | ラジオ関西（CRK）    | 独立局                    | 毎週土曜日 22:00 - 22:30                         | 2002年10月5日 - 2016年9月24日                             |
| 中京広域圏                                                            | 東海ラジオ放送（SF） | NRN系列                   | 毎週日曜日 23:00 - 23:30                         | 2002年10月5日 - 2016年9月25日                             |
| 福岡県                                                                | 九州朝日放送（KBC）  | NRN系列                   | 毎週月曜日 0:05 - 0:35（日曜深夜）               | 2007年4月8日 - 2016年9月26日                              |
| 岡山県                                                                | 山陽放送（RSK）      | JRN・NRN系列 クロスネット | 毎週月曜日 0:30 - 1:00（日曜深夜）               | 2007年4月8日 - 2016年9月26日                              |
| 石川県                                                                | 北陸放送（MRO）      | JRN・NRN系列 クロスネット | 毎週月曜日 0:00 - 0:30（日曜深夜）               | 2012年10月7日 - 2021年3月29日                             |

## アーカイブ配信
堀江由衣公式YouTubeチャンネル（URL） - 毎週土曜日配信※2020年9月19日以降
・2020年9月18日から2025年7月18日までの配信のアーカイブリスト